# Ali Amahan
Ali Amahan (né en 1950) est un anthropologue marocain, professeur à l'Institut national des sciences d'archéologie et du patrimoine (INSAP), à Rabat.

## Biographie
Né le 10 octobre 1950 à Abadou de Ghoujdama, une localité du Haut Atlas proche de Marrakech, Ali Amahan lui consacre sa thèse de doctorat d'État d'ethnologie soutenue en 1993 à  l'Université de Paris V sous le titre Ghoudjama : changements et permanence (du début du siècle à nos jours).
Il a été conservateur des musées du Batha et du Borj-Nord à Fès, responsable des musées du Maroc, ensuite directeur du Cabinet du ministre de la Culture et de la Communication.
Le Prix Aga Khan d’Architecture lui a été décerné en 2001.

## Quelques publications
1982. Palais et demeures de Fès, Paris, Éditions du CNRS.
1983. Peuplement et vie quotidienne dans un village du Haut - Atlas, Paris,  Paul Geuthner.
1998. Mutations sociales dans le Haut Atlas : les Ghoujdama, Paris, Éditions de la Maison des Sciences de l'Homme/Rabat, La Porte.